# Kazneni prostor (šport)
U nogometu kazneni prostor je popularan naziv za šesnaesterac.
Kazneni prostor (engleski i kolokvijalno sin bin, bad box ili bin) prostor je u hokeju na ledu, rugby leagueu, rugby unionu i drugim momčadskim športovima u kojem kažnjeni igrači provode vrijeme kazne zadane od strane suca zbog prekršaja koji nije dovoljan za izravno udaljavanje s utakmice. Momčadima u većini športova nije dozvoljeno mijenjati kažnjenog igrača, tj. momčad provodi neko vrijeme bez jednog ili više igrača, ovisno koliko ih je kažnjeno.

## Hokej na ledu
U hokeju na ledu do boravka u kaznenom prostoru dolazi prilikom prekršaja koji je sudac okarakterizirao dovoljnim za kaznu od dvije ili pet minuta, osim ako je prekršaj dovoljan za kazneni udarac. Ako je više od tri igrača pod kaznom u isto vrijeme, momčad će igrati s tri igrača u polju i vratarom, no igrači pod kaznom neće se smjeti vraćati na led do isteka kazne. Kada npr. momčad A ima prednost u broju igrača nad momčadi B zbog kazni momčadi B, kaže se da je momčad A u powerplayu. Ako momčad A za vrijeme powerplaya zabije gol, kažnjeni igrač momčadi B smije se vratiti na led. Vratari ne idu u kaznene prostore, jer njihove kazne služe drugi igrači koji su u vrijeme nastanka kazne bili na ledu ili, kod petominutne kazne, suočavaju se s kaznenim udarcem.

## Rugby league i rugby union
U obje vrste rugbyja, rugby unionu i rugby leagueu, samo nasilna, opasna igra i profesionalni prekršaji ili njihovo učestalo namjerno ili nenamjerno ponavljanje (sin binning) vodi do kazne uručene od strane suca, što za posljedicu ima provođenje deset minuta izvan igre. Tijekom tih deset minuta momčad kažnjenoga igrača igra s igračem manje. Sudac kaznu pokazuje žutim kartonom pokazanim igraču, osim u australskoj rugby league. Prije kažnjavanja, sudac će najčešće opomenuti kapetana momčadi čiji igrač uporno radi prekršaje da pri sljedećem prekršaju suigrač ide van iz igre na deset minuta. Kod najozbiljnijih i namjernih prekršaja sudac može izbaciti igrača iz igre do kraja utakmice bez mogućnosti zamjene i tako smanjiti broj igrača momčadi čiji je igrač isključen.

## Ostali športovi
Lacrosse, rukomet i hokej na travi koriste kaznene prostore kao i nogomet s međunarodnim pravilima (eng. international rules football), što je malo neprirodno jer nijedan šport od kojeg je nastao nogomet (gelski i australski nogomet) s međunarodnim pravilima ne koristi kazneni prostor za kažnjene igrače. Raspravljalo se i o uvođenju kaznenog prostora u nogometu, no ideja se zasad odbila kao nepotrebna. Neke dvoranske verzije već nogometa koriste sin bin.